# Pavel Șternberg
Pavel Karlovici Șternberg (n. 2 aprilie 1865, Oriol, gubernia Oriol⁠(d), Imperiul Rus – d. 1 februarie 1920, Moscova, Gubernia Moscova⁠(d), RSFS Rusă) a fost un astronom rus și sovietic de orgine evreiască.

## Biografie și preocupări științifice
S-a născut la Oriol într-o familie de raznocinți. A studiat la facultatea de fizică și matematică a Universității din Moscova, fiind student al astronomului Fiodor Bredihin (1883-1887). Peste un an este numit asistent, ulterior docent privat și concomitent astronom -observator al Universității din Moscova. S-a ocupat (1899-1900) și de elaborarea programelor de astronomie pentru școlile din Rusia. Domeniile de procupare științifică: mișcarea de rotație a Pâmântului, gravimetria, fotografia astrometrică. A efectuat măsurători gravimetrice într-o serie de localități ale Rusiei, folosind un pendul Repsold. A calculat longitudinea Observatorului de la Moscova în legătură cu mișcarea polilor tereștri. A făcut observații de stele duble. În anul 1913 a obținut gradul de doctor în astronomie. În anul 1914 este profesor extraordinar al Universității din Moscova. În anul 1917 este profesor ordinar al aceleiași Universități. Din anul 1916 este directorul observatorului astronomic de la "Krasnaia Presnia" din Moscova.

## Activitatea revoluționară
Șternebrg a fost membru clandestin al partidului Social-democrat muncitoresc din Rusia din anul 1905. A făcut parte din comitetul militar-tehnic al Partidului pentru pregpătirea răscoalei armate. În anii 1906-1907 a pregătit hărți ale orașului Moscova cu scopul aplicării lor în timpul răscoalei armate, în special pentru comandanții unităților de muncitori revoluționari.  În anul 1907 a pregătit un plan topografic detaliat al orașului Moscova. În anul 1908 a fost ales membru al Dumei orașului Moscova din partea bolșevicilor. 
În anul 1917 a fost numit responsabil al centrului de partid pentru răscoală în raionul Zamoskvorețk al Moscovei. În lunile octormbrie-noiembrie a condus acțiunile militare la Moscova în fruntea bolșevicilor. În anul 1917 a fost numit comisar militar al guberniei Moscova. Folosindu-se de situație a luat sub protecție printr-un document special ("gramotă de pază") colecțiile Muzeului Darwin de la Moscova. În luna martie 1918 a fost numit membrui al Colegiului Comisariatului pentru învățământ din Rusia (prin cumul) și șef al secțiunii școlilor superioare. În lunile noiembrie- decembrie ale anului 1919 a condus acțiunile militare ale armatelor 3 și 5 ale fronului răsăritean ale armeatei roșii cu scopul ocupării armate a orașului Omsk. În timpul trecerii cu asalt a râului Irtâș s-a îmbolnăvit. A fost transportat la Moscova și internat la spital, unde a decedat în noapte dinspre 31 decembrie și 1 februarie 1920. Soția lui Șternberg- Varvara Nikolaevna Iakovleva (1884-1941) a fost de asemenea revoluționară, activist de stat sovietic.

## Memoria
În anul 1931 institutul astronomic al Universității din Moscova a fost numit  Institutul Șternberg, nume pe care îl poartă până în prezent.
Un crater lunar, descoperit de astronomii sovietici și un asteroid (995 Sternberga (1923 NP)) îi poartă numele.

## Publicații
- Biblioteca de Stat a Rusiei